# 디어 웬디
디어 웬디(Dear Wendy)는 영국에서 제작된 토마스 빈터베르그 감독의 2005년 드라마, 코미디, 범죄 영화이다. 제이미 벨 등이 주연으로 출연하였다.

## 출연

### 주연
- 제이미 벨
- 빌 풀만

### 조연
- 마이클 안가라노
- 단소 고든
- 노벨라 넬슨
- 크리스 오웬
- 알리슨 필
- 마크 웨버

## 제작진
- Line PD: 마리앤 쥴 핸슨
- 공동제작: 질리언 베리
- 미술: 칼 줄리어슨
- 미술: 젯 레만
- 의상: 애니 페리어
- Ass-PD: 비베케 윈델로브
- 배역: 에이비 코프먼
- 배역: 조이스 네틀스